# Actenodia kochi
Actenodia kochi es una especie de coleóptero de la familia Meloidae.

## Distribución geográfica
Habita en África.